# Send One Your Love
Singles de Stevie Wonder
As
(1977) Outside my Window
(1980)
Send One Your Love est une chanson de l'auteur-compositeur-interprète Stevie Wonder, sortie en 1979 sur son album Journey Through the Secret Life of Plants.
Le titre sort en novembre 1979 en tant que premier single de l'album, atteignant la 4e position du Billboard Hot 100.

## Classements

### Classement hebdomadaire
| Classement (1979/80)                         | Meilleure position |
| -------------------------------------------- | ------------------ |
| États-Unis (Billboard Hot 100)               | 4                  |
| États-Unis (Billboard Adult Contemporary)    | 1                  |
| États-Unis (Billboard Hot R&B)               | 5                  |
| Canada (RPM Top Singles)                     | 7                  |
| Canada (RPM Adult Contemporary)              | 12                 |
| Royaume-Uni (OCC)                            | 52                 |
| Nouvelle-Zélande (New Zealand Listener (en)) | 29                 |
| Pays-Bas (Nederlandse Top 40)                | 45                 |

### Classement annuel
| Classement (1979/80)            | Position |
| ------------------------------- | -------- |
| États-Unis (Billboard Year-end) | 43       |
| États-Unis (Cash Box)           | 75       |
| Canada (RPM)                    | 74       |

## Réception
Cash Box dit :"[le titre] a un son inhabituel qui est de plus en plus agréable au fil des écoutes" avec un "fond sonore décalé et une structure de paroles atypique".

## Reprises
Informations issues de SecondhandSongs, sauf mentions complémentaires.
Le titre compte une quarantaine de reprises, dont :
- Jaki Byard, sur To Them - To Us (1982)
- Stanley Jordan, sur Standards Volume 1 (1987)
- Robin Eubanks, sur Karma (1991)
- Art Porter Jr. (en), sur Undercover (1994)
- Brian McKnight, sur Conception : An Interpretation of Stevie Wonder's Songs (2003)
- Vanessa Williams, sur Everlasting Love (en) (2005)
- Boney James, sur Send One Your Love (en) (2009)
- Mark Whitfield, sur Songs of Wonder (2009)
- Joscho Stephan, sur Acoustic Rhythm (2013)